# Сандавоавур
Са́ндавоавур (фар. Sandavágur) — город на южном побережье острова Воар, входящего в состав Фарерских островов. По результатам опросов, проводившихся в регионе, дважды занимал 1 место среди наиболее чистых населённых пунктов на Фарерских островах.
В переводе с фарерского языка топоним «Сандавоавур» означает «песчаный пляж», в прежние времена занимавший довольно крупную площадь на территории города. С высочайшей точки населённого пункта открывается вид на все острова архипелага. 1 января 2009 года одноимённая коммуна, состоявшая из города, а также соседний населённый пункт Мивоавур вошли в состав новообразованной коммуны Вага.

## История

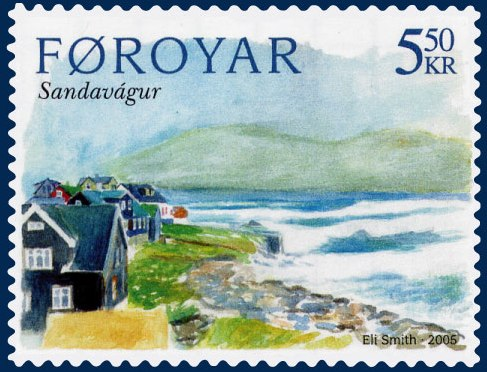
Почтовая марка Фарерских островов 2005 года выпуска, посвящённая Сандавоавуру

Согласно надписи на сандавоавурском камне, найденном в 1917 году на холме Айнджартофтир и датируемым началом XIII века, первым поселенцем в этом месте был норвежец из Ругаланна Торкелль Онундарсон. При этом, вероятнее всего, поселение было основано на этом месте гораздо раньше. В 1956 году в результате раскопок на том же холме были обнаружены руины средневековых зданий.

## Достопримечательности

### Стайг
Стайг (фар. Á Steig) — до образования в 1816 году административно-территориальной единицы Фарерские острова резиденция лагмана — законоговорителя и председателя парламента Фарер. Сын последнего законоговорителя Фарер В. У. Хаммерсхаимб, родившийся в 1819 году, впоследствии священник, считается создателем современного фарерского литературного языка.

### Перст ведьмы
К востоку от населённого пункта располагается утёс под названием Перст ведьмы (фар. Trøllkonufingur). Первое восхождение на Перст ведьмы было совершено в 1844 году, в ходе визита Фредерика VII на Фарерские острова, неким мужчиной, во время своего восхождения увидевшим короля и помахавшим ему. Однако уже при спуске скалолаз осознал, что оставил на вершине горы перчатку, и принял решение подняться, однако в ходе очередного восхождения не удержался, упал и разбился насмерть.

### Сандавоавурская церковь

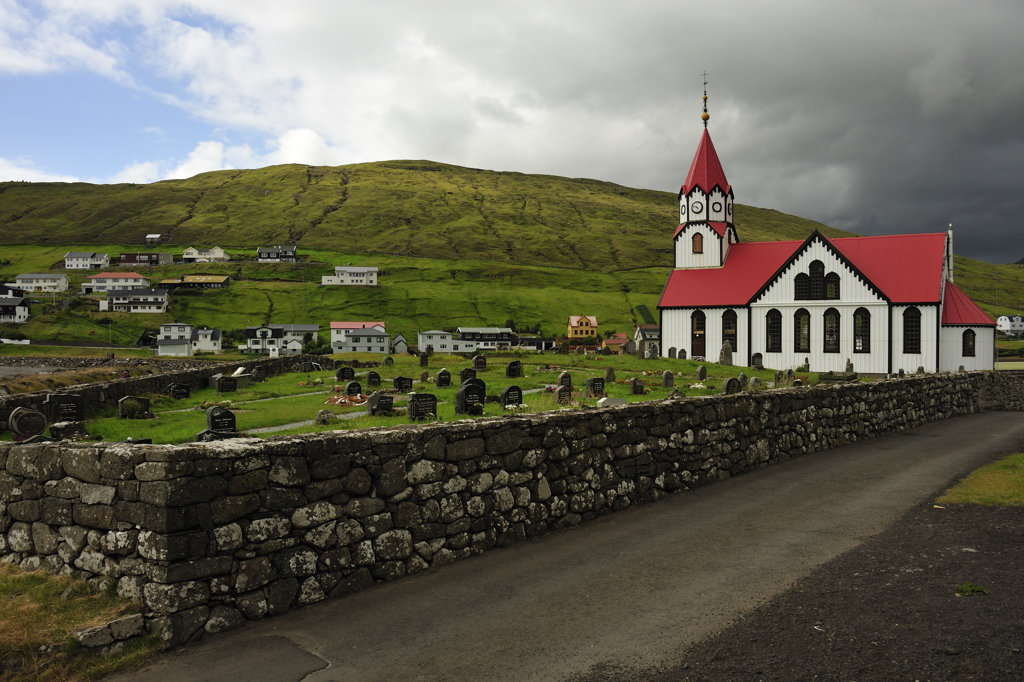
Сандавоавурская церковь с прилежащим к ней кладбищем.

В 1917 году на территории населённого пункта была возведена церковь. Недалеко от церкви после окончания Второй мировой войны был возведён памятник одному из кораблей, затонувших в районе города в 1939—1945 годах.

## Вестанстевна

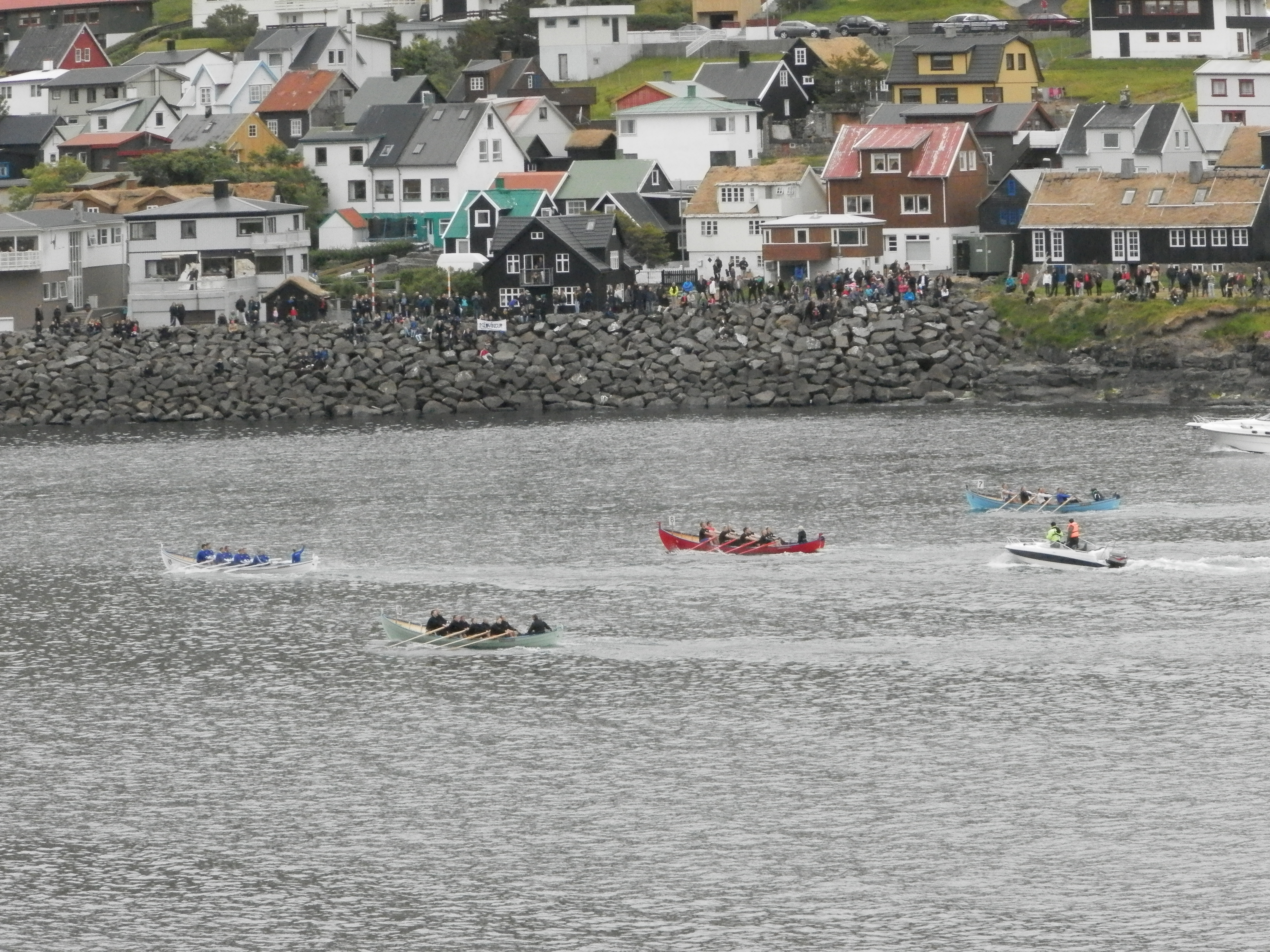
Соревнование по гребле в Сандавоавуре в ходе празднования Вестанстевны. 2012 год

Раз в три года в первой половине июля в Сандавоавуре для жителей острова, в том числе городов Мивоавура и Сёрвоавура (в которых он проходит также раз в три года), проводится менее масштабный, но идентичный Оулавсёке в Торсхавне фестиваль Вестанстевна.

## Экономика
На территории города функционирует консервный завод Kovin, специализирующийся на производстве рыбопродуктов: рыбных консервов, консервов из креветок, икры. Также выпускаются различного рода паштеты (к примеру из лосося, креветок и тунца).

## Спорт
В 1993 году на базе местного футбольного клуба СУйФ Сандавоавур и МБ Мивоавур был образован ФК Вагар. В 2004 году клуб распался на некогда составившие его СУйФ Сандавоавур и МБ Мивоавур, однако вскоре вновь образовали 07 Вестур, в состав которого вошёл первый.
В 1990 году, в ходе отборочного турнира чемпионата Европы по футболу, игрок сборной Фарер по футболу, а также уроженец Сандавоавура Торчиль Нильсен забил единственный мяч австрийцам, что обеспечило безоговорочную победу над ними.